# 1963 en combiné nordique
| Années du combiné nordique : 1960 - 1961 - 1962 - 1963 - 1964 - 1965 - 1966    |
| Décennies du combiné nordique : 1930 - 1940 - 1950 - 1960 - 1970 - 1980 - 1990 |

Cette page reprend les résultats de combiné nordique de l'année 1963.

## Festival de ski d'Holmenkollen
L'épreuve de combiné de l'édition 1963 du festival de ski d'Holmenkollen fut remportée par le champion olympique ouest-allemand Georg Thoma devant le Norvégien Tormod Knutsen et le Finlandais Erkki Luiro.

## Jeux du ski de Lahti
L'épreuve de combiné des Jeux du ski de Lahti 1963 fut remportée par un coureur soviétique, Iouri Simonov devant son compatriote Vjatscheslav Drjagin. Le Finlandais Esko Jussila complète le podium.

## Jeux du ski de Suède
L'épreuve de combiné des Jeux du ski de Suède 1963 fut remportée par un coureur ouest-allemand, Georg Thoma, devant l'Allemand de l'Est Roland Weißpflog et le Norvégien Tormod Knutsen.

## Championnats nationaux

### Championnats d'Allemagne
En Allemagne de l'Est, l'épreuve du championnat d'Allemagne de combiné nordique 1963 fut remportée par le champion sortant, Rainer Dietel, devant son camarade du SC Dynamo Klingenthal (de), Jürgen Meinel, qui était arrivé troisième de l'épreuve l'année précédente. Roland Weißpflog, du SC Traktor Oberwiesenthal (de), se classe troisième.
À l'Ouest, l'épreuve du championnat d'Allemagne de combiné nordique 1963 fut remportée pour la sixième année consécutive par Georg Thoma.

### Championnat d'Estonie
Le Championnat d'Estonie 1963 s'est déroulé à Otepää. Il fut remporté par Boriss Stõrankevitš, double vice-champion sortant. Il s'impose devant Vello et Heido Meema, ce dernier étant arrivé troisième de cette même épreuve en 1960 et 1957.

### Championnat des États-Unis
Le championnat des États-Unis 1963 s'est déroulé à Franconia, dans le New Hampshire. Il a été remporté par John Bower.

### Championnat de Finlande
Les résultats du championnat de Finlande 1963 sont incomplets. Esko Jussila (fi) a remporté l'épreuve.

### Championnat de France
Les résultats du championnat de France 1963 manquent.

### Championnat d'Islande
Le championnat d'Islande 1963 fut remporté, comme les cinq éditions précédentes, par Sveinn Sveinsson.

### Championnat d'Italie
Le championnat d'Italie 1963 fut remporté par le champion sortant, Enzo Perin, devant Lino Ferrari, troisième de l'épreuve en 1961, et Renato Steffe, toujours présent sur le podium depuis l'édition 1960.

### Championnat de Norvège
Le vainqueur du championnat de Norvège 1963 fut Tormod Knutsen, suivi par Arne Larsen et Arne Barhaugen.

### Championnat de Pologne
Le championnat de Pologne 1963 fut remporté par Józef Łupieżowiec, du club « Start Wisła ».

### Championnat de Suède
Comme l'année précédente, le championnat de Suède 1963 a distingué Lars Dahlqvist, du club Njurunda IK. Le club champion fut le Koskullskulle AIF.

### Championnat de Suisse
Le Championnat de Suisse 1963 a eu lieu à Einsiedeln.
Le champion 1963 fut Alois Kälin, devant Gilgian Künzi et Hanskurt Hauswirth.